# Férfi súlylökés a 2011. évi nyári európai ifjúsági olimpiai fesztiválon
A 2011. évi nyári európai ifjúsági olimpiai fesztiválon az atlétikai versenyszámokat Trabzonban rendezték. A férfi súlylökés selejtezőjét július 27-én, a döntőjét pedig július 28-án rendezték.

## Selejtező
| H  | Cs | Név                     | Nemzet              | 1     | 2     | 3     | E     | Mj   |
| -- | -- | ----------------------- | ------------------- | ----- | ----- | ----- | ----- | ---- |
| 1  | A  | Florentin St. Stoenescu | Románia             | 16.75 | 17.84 | 19.10 | 19.10 | Q PB |
| 2  | B  | Rakovszky Tibor         | Magyarország        | X     | 18.76 | -     | 18.76 | Q PB |
| 3  | B  | Vladyslav Chernikov     | Ukrajna             | 18.37 | -     | -     | 18.37 | Q    |
| 4  | A  | Mesud Pezer             | Bosznia-Hercegovina | 18.29 | -     | -     | 18.29 | Q    |
| 5  | A  | Ivan Blaskovic          | Horvátország        | X     | 18.24 | -     | 18.24 | Q    |
| 6  | A  | Alexey Chizhelikov      | Oroszország         | 18.20 | -     | -     | 18.20 | Q    |
| 7  | B  | Paulius Zabinskas       | Litvánia            | X     | X     | 18.13 | 18.13 | Q    |
| 8  | B  | Andrzej Regin           | Lengyelország       | 17.28 | 18.02 | -     | 18.02 | Q    |
| 9  | A  | Christoffer Mikkelsen   | Dánia               | 16.21 | 16.68 | 17.83 | 17.83 | q    |
| 10 | A  | Matti Sivonen           | Finnország          | X     | 16.97 | 17.77 | 17.77 | q    |
| 11 | B  | Aleksandar Mrdjenovic   | Szerbia             | 17.25 | X     | 17.69 | 17.69 | q PB |
| 12 | B  | Osman Can Ozdeveci      | Törökország         | 15.88 | 16.32 | 17.16 | 17.16 | q    |
| 13 | B  | Lorenzo Del Gatto       | Olaszország         | 16.46 | X     | 16.84 | 16.84 |      |
| 14 | A  | Dimitrios Papaspyrou    | Görögország         | 16.40 | 16.27 | X     | 16.40 |      |
| 15 | B  | Gregori Ott             | Svájc               | X     | 16.16 | X     | 16.16 |      |
| 16 | A  | Andrejs Samburs         | Lettország          | 14.16 | 15.58 | 15.73 | 15.73 |      |
| 17 | B  | Rasim Babayev           | Azerbajdzsán        | 15.37 | 15.08 | X     | 15.37 |      |

## Döntő
| H     | Név                     | Nemzet              | 1     | 2     | 3     | 4     | 5     | 6     | E     | Mj |
| ----- | ----------------------- | ------------------- | ----- | ----- | ----- | ----- | ----- | ----- | ----- | -- |
| Arany | Vladyslav Chernikov     | Ukrajna             | 19.03 | 20.13 | 18.83 | 19.34 | 19.99 | 19.79 | 20.13 |    |
| Ezüst | Matti Sivonen           | Finnország          | 18.85 | 18.25 | 18.56 | 18.81 | 19.43 | 19.23 | 19.43 | PB |
| Bronz | Mesud Pezer             | Bosznia-Hercegovina | 18.58 | 18.62 | 17.93 | 19.13 | 18.53 | 18.86 | 19.13 |    |
| 4     | Rakovszky Tibor         | Magyarország        | 17.88 | 18.06 | 18.41 | 18.73 | 18.02 | 18.93 | 18.93 | PB |
| 5     | Paulius Zabinskas       | Litvánia            | 16.85 | 18.90 | X     | X     | X     | X     | 18.90 |    |
| 6     | Andrzej Regin           | Lengyelország       | 17.95 | 18.29 | 17.37 | 18.77 | 18.22 | 18.56 | 18.77 |    |
| 7     | Alexey Chizhelikov      | Oroszország         | 18.32 | 18.14 | 18.17 | X     | X     | X     | 18.32 |    |
| 8     | Aleksandar Mrdjenovic   | Szerbia             | 17.46 | X     | 17.54 | X     | X     | 17.89 | 17.89 | PB |
| 9     | Florentin St. Stoenescu | Románia             | 17.48 | X     | 17.31 |       |       |       | 17.48 |    |
| 10    | Ivan Blaskovic          | Horvátország        | 17.04 | 17.37 | 17.28 |       |       |       | 17.37 |    |
| 11    | Christoffer Mikkelsen   | Dánia               | 16.78 | X     | 16.92 |       |       |       | 16.92 |    |
| 12    | Osman Can Ozdeveci      | Törökország         | 16.57 | X     | 16.45 |       |       |       | 16.57 |    |